# Anastasio Martínez Hernández
Anastasio Martínez Hernández (La Albatalía, Murcia, España, 9 de enero de 1874-Murcia, 5 de abril de 1933) fue un escultor español. 

## Biografía

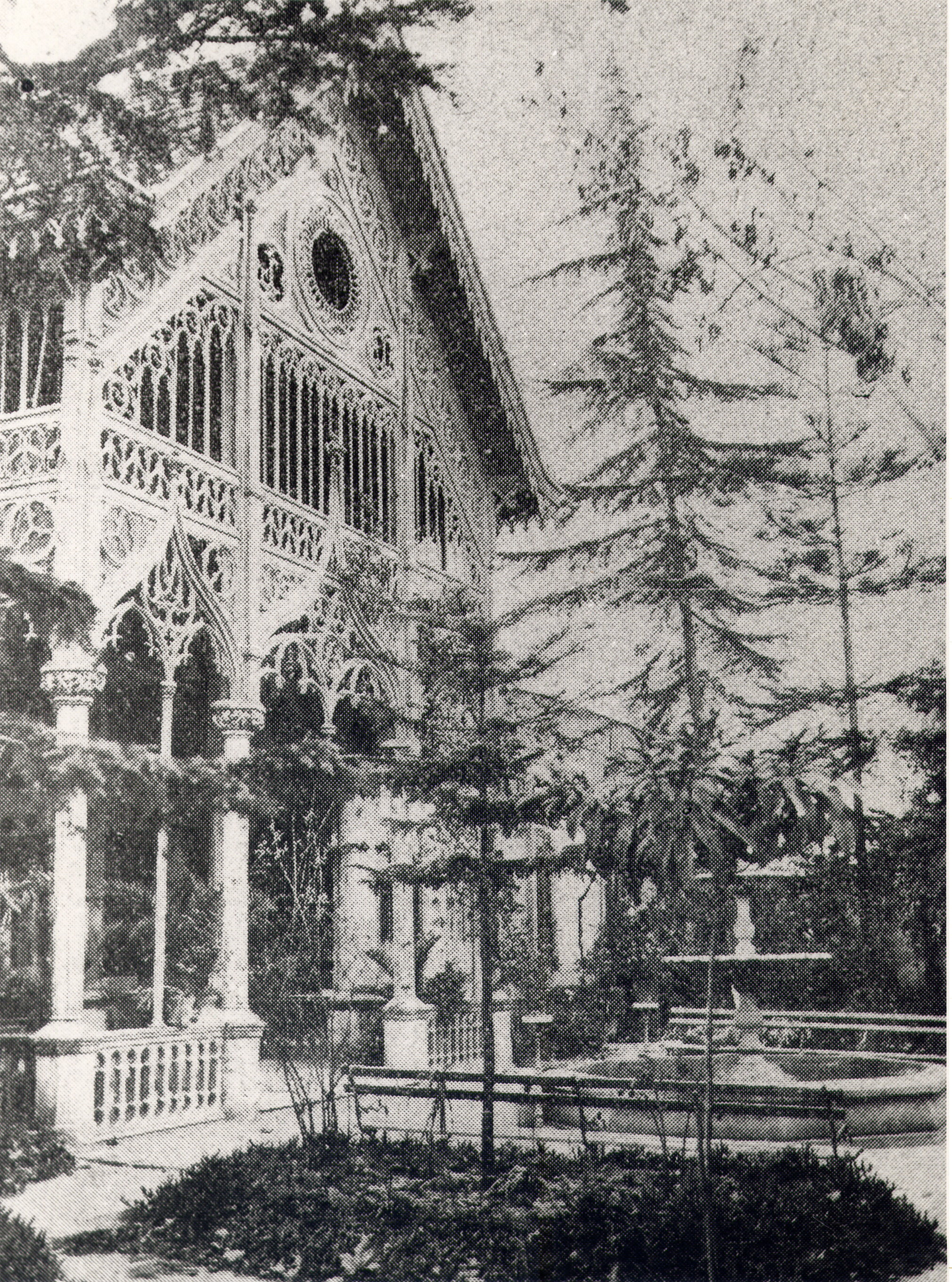
1897 Recreative Garden

Nace en plena huerta murciana —en la que trabajaban sus padres—, en la pedanía de La Albatalía el 9 de enero de 1874. Fue alumno de la Academia de Bellas Artes de la Real Sociedad Económica de Amigos del País de Murcia y de la Escuela de Artes y Oficios de Madrid. 
Fundó en Murcia un estudio-taller de escultura, arte, muebles artísticos y decoración en general —donde acudían los que iban a ser los impulsores del renacer escultórico del novecientos murciano—. Este taller fue uno de los centros donde se desarrolló una actividad más intensa en conceptos artísticos en región de Murcia, siendo sin duda uno de los centros claves para la formación en el oficio durante las tres primeras décadas del siglo. Se trabajaba la escultura en cualquier tipo de material, piedra natural —desde un mármol a una arenisca— y fundida —no usada anteriormente en Murcia—, así como la madera, el yeso, hierro y bronce. Se realizaban decoraciones en todo tipo de materiales, especializándose en la ornamentación de edificios públicos y privados —Recreative Garden, Casino de Murcia casa modernista de Novelda, baños de Fortuna y Archena—. El maestro era quien solía proporcionar el diseño, hacía el primer boceto y controlaba el proceso de ejecución desde sus comienzos hasta verla concluida, pero, en ocasiones, en la escultura decorativa, eran los arquitectos los que proporcionaban en algunas ocasiones los diseños; Pedro Cerdán, proyectó la fachada del Casino de Murcia, el panteón de los Guirao en Espinardo y la capilla románica de San Bartolomé, ejecutadas luego en el taller de Anastasio Martínez Hernández. En este taller se diseñaron e hicieron la mayor parte de las carrozas del Entierro de la Sardina y de la Batalla de Flores, lo que les supuso la obtención de numerosos premios. 

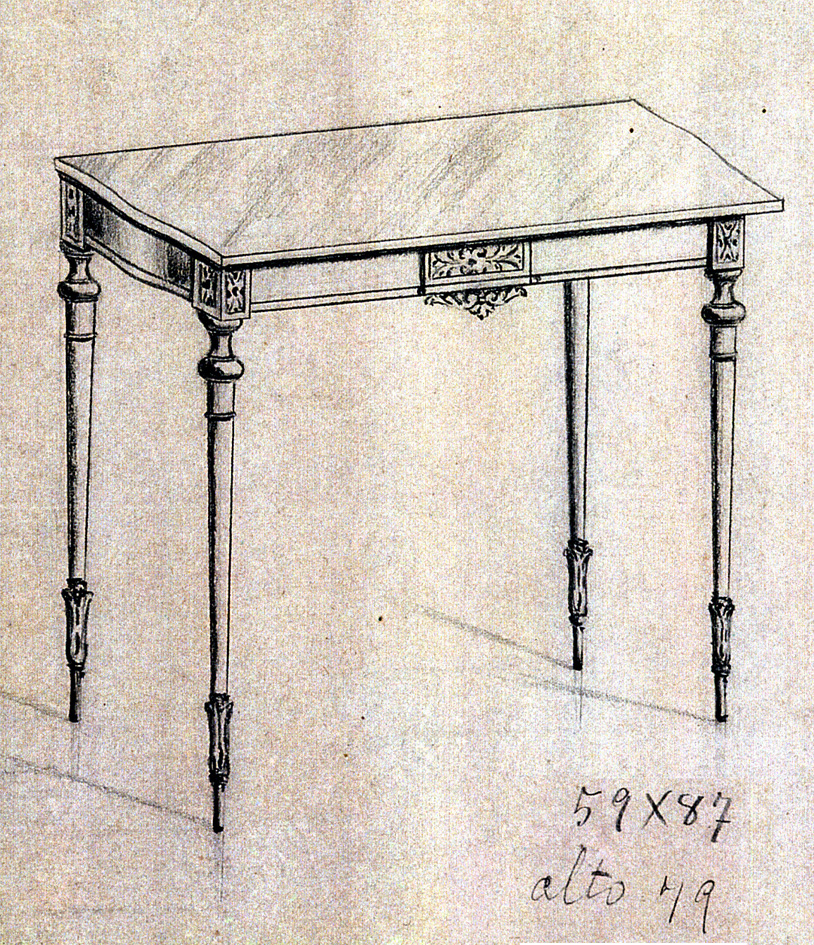
Boceto 1894 mesa

Una de las facetas que tuvo una gran importancia en este taller fue la labor docente que se realizó en el mismo, de allí salió el germen de la renovación, no sólo escultórica sino también pictórica. Para conocer bien el alcance de estas enseñanzas es necesario recordar que durante las primeras décadas del siglo XX funcionaron en Murcia unos talleres de pintura y escultura que son un importante centro de reunión de artistas e intelectuales del momento y un foco de enseñanza de carácter más renovador que el impartido en las Academias existentes. Se formaron en este taller artistas de la talla de Nicolás Martínez Ramón —hijo del escultor— que comienza aquí su aprendizaje, y tras su regreso a Murcia, continuador de la labor comenzada por éste a cargo del taller, José Planes Peñalver, fundador de la escuela de Artes Aplicadas y Oficios Artísticos de Murcia, que entró en el taller como aprendiz en 1903, y permaneció en el mismo hasta su marcha a Madrid, Clemente Cantos, fundador junto a Antonio Garrigós de «Los Bellos Oficios de Levante», Lozano Roca que permaneció en el taller hasta 1940, Antonio Villaescusa, Anastasio Martínez Valcárcel y otro gran número de artistas que comenzó aquí su andadura. El taller de Anastasio se sitúa en la céntrica calle Ángel Guirao, de Murcia, a espaldas del Teatro Romea —actualmente es la sede de exposiciones de CajaMurcia—.

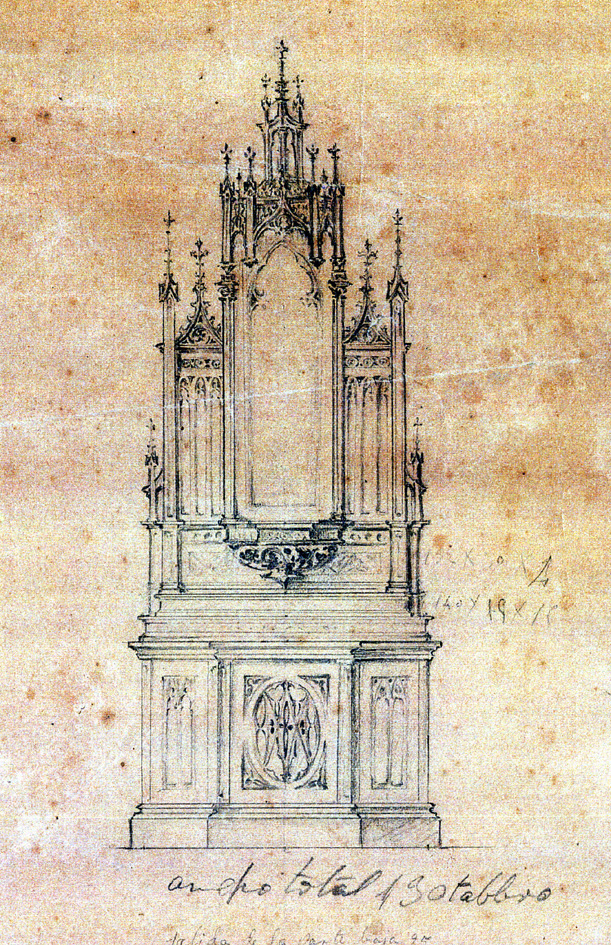
Boceto altar 5, 12 cm

Realizó notables trabajos de ornamentación religiosa que había llevado a efecto hasta ese momento en la Catedral de Murcia, en el Círculo Católico de dicha ciudad, en Almería, en Novelda y en muchas poblaciones de Andalucía, Valencia y la Región de Murcia —que incluía la provincia de Albacete—, habiendo demostrando en la construcción de altares y capillas un dominio absoluto de todos los estilos, y siendo avalorado en las restauraciones por un gran respeto a la obra original; con la creación en retablos y bajo relieves de modelos en que la enorme belleza de la composición se completaba por una ejecución firme e irreprochable. 		

Se alaba «la buena idea que tuvo al fundar en la ciudad del insigne Salzillo, hace —entonces— seis años, un importantísimo taller del cual salen valiosos trabajos artísticos que revelan dentro y fuera de Murcia el mérito del joven artista y justifican el favor incondicional de una clientela numerosa y distinguida».	

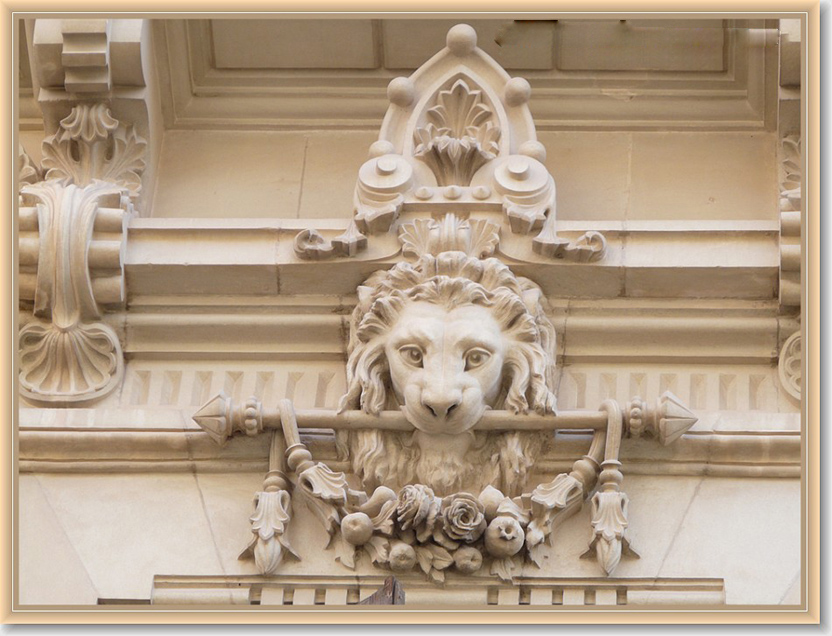
AMH, Casa Modernista Novelda, detalle 1 peq

Continúa alabando la fama adquirida en los trabajos de decoración de fachadas e interiores de edificios, «que esta es una de las especialidades que cultiva con mayor éxito puede verse en el espléndido Salón Árabe de los Baños de Fortuna (provincia de Murcia) que tanto llama la atención de los inteligentes, en el decorado interno de la casa de don Isidoro Lacierva; en la de Antonia Navarro, de Novelda, en el psiquiátrico y casa particular de Raimundo Muñoz y en varios trabajos ejecutados en Círculos y Sociedades murcianas. Cualquiera de los citados trabajos bastarían para poner el sello a la reputación de un artista». Conocemos en el presente el estado de conservación de algunos de estos trabajos, como es el caso del salón Árabe de los Baños de Fortuna, en proceso de Restauración, y un trabajo similar realizado en los Baños de Archena, en uso actualmente, así como la casa Modernista de Novelda, actualmente convertida en Museo.	
Otra especialidad que ofertaba este taller era satisfacer las aspiraciones artísticas en materia de mobiliario ya que Murcia, tenía aún que recurrir a las grandes casas de Madrid y Barcelona o al extranjero para comprar muebles de lujo.	

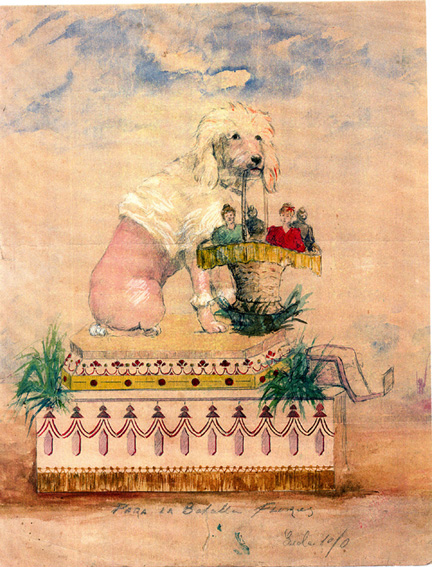
boceto para carroza, Anastasio Martínez Hernández

Destaca también la labor realizada en el arte efímero, en especial en la realización de una gran variedad de carrozas que desfilaron en la Batalla de Flores, Entierro de la Sardina, Coso Blanco, etc. en las que obtuvo numerosos galardones, y en la que concurrieron también artistas como Agustín Querol y Julio Antonio, que visitaron el taller e intervinieron en algunos proyectos con motivo de esas fiestas .Fue esta una faceta del arte en la que intervinieron la gran mayoría de pintores y escultores de esta época, así como los dueños de los Huertos, en las que en un corto período de tiempo y con un gran revuelo se realizaban desde los folletos de propaganda de los eventos festivos, hasta el diseño del vestuario de los componentes de la carroza, sin olvidar las decoraciones de los itinerarios y lugares donde se realizaban los eventos, así como las carrozas, a la realización de todos ellos se accedía por los concursos específicos mediante bocetos de los mismos, optando posteriormente las carrozas a los principales premios después de su realización.	
Muere con 59 años en Murcia el 5 de abril de 1933.